# 阿莫罗托
阿莫罗托，是西班牙巴斯克自治区比斯开省的一个市镇。总面积13平方公里，总人口376人（2001年），人口密度29人/平方公里。